# Rohinton Noble
Rohinton Rustomji Noble (Hindi रोहिंटन रुस्तमजी नोबल; * 1926 oder 1927; † 17. Juni 1975) war ein indischer Radrennfahrer.

## Sportliche Laufbahn
Noble war im Bahnradsport aktiv. Er nahm an den Olympischen Sommerspielen 1948 in London teil. Dort startete er im Zeitfahren und kam beim Sieg von Jacques Dupont auf den 19. Platz. In der Mannschaftsverfolgung blieb Indien mit Adi Havewala, Jehangoo Amin, Rohinton Noble und Piloo Sarkari unplatziert.
Bei den Asienspielen 1951 in Neu-Delhi gewann er die Bronzemedaille im Sprint.